# چرنداب

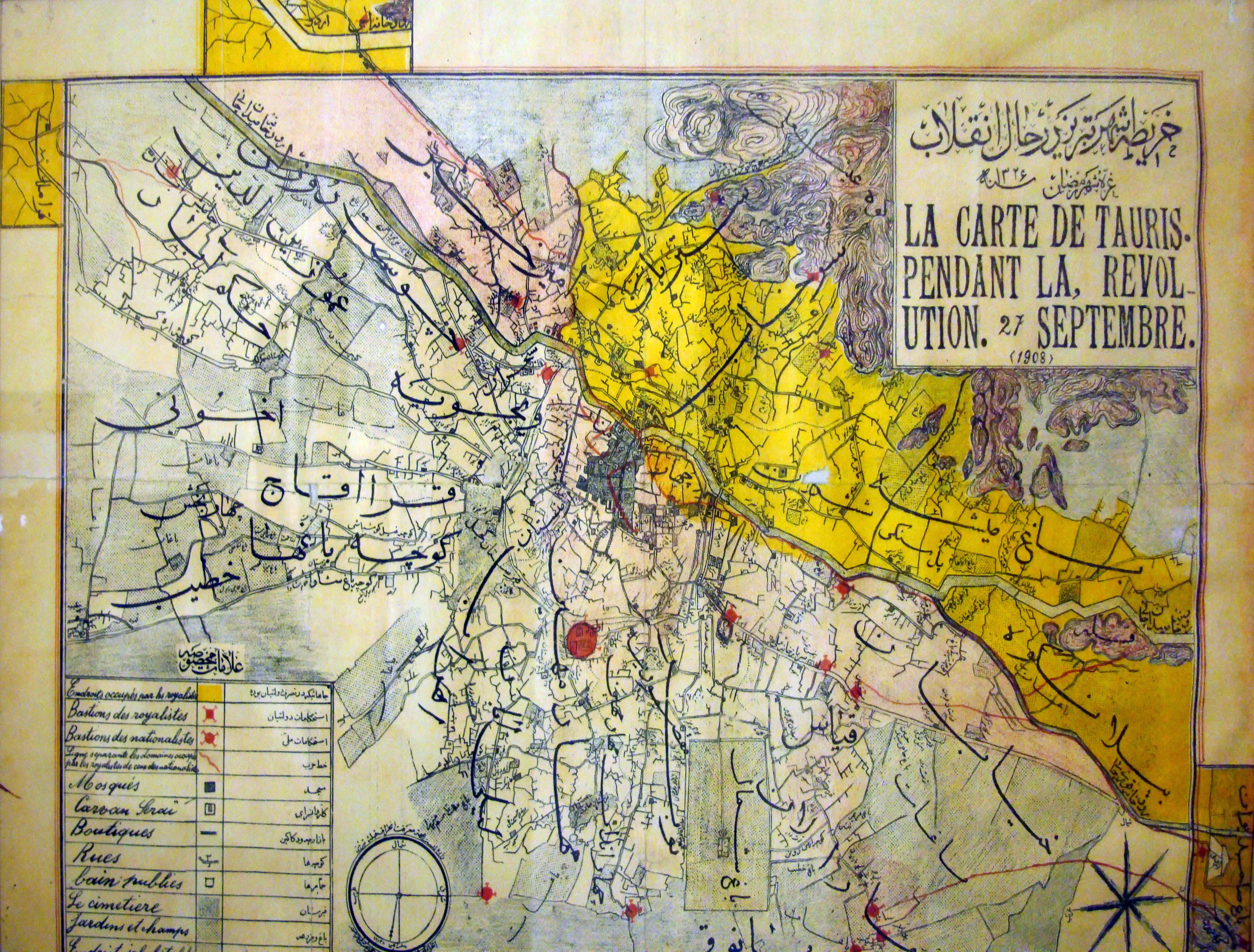
نقشه محلات تبریز -از جمله چهارانداب- در دوران مشروطه، سال ۱۹۰۸

چَرَنْدابْ (چَهارْاَنْدابْ) از کوی‌های قدیمی و تاریخی شهر تبریز است که در مرکز این شهر واقع شده‌است. این کوی از سوی شمال به کوی مهادمهین، از سوی جنوب به تپه‌های یانیق، از سوی خاور به کوی نوبر و از سوی باختر به کوی لیل‌آباد می‌رسد.
بنابه نوشتهٔ کتاب «تاریخ اولادالاطهار»، چرنداب از کوی‌های اصلی شهر تبریز به‌شمار نمی‌رود بلکه این کوی از دو بخش به نام‌های «چرندابِ مهادمهین» و «چرندابِ نوبر» تشکیل یافته و از توابع کوی‌های مهادمهین و نوبر به‌شمار می‌رود. امروزه بخش بزرگی از کوی چرنداب در پیرامون خیابان طالقانی (خیابان شاه پیشین) است. مسجد امامزاده مهمترین مسجد این کوی به‌شمار می‌رود به طوری که جلوخان آن مرکز کوی چرنداب به‌شمار می‌رود.

## کوی‌ها
از مهمترین بخش‌های چرنداب می‌توان از تاجرباشی، درویش‌لر، سیدلر، طوماس، عین‌الدوله و گوران نام برد که کوی گوران بزرگترین آنهاست و ساکنان آن را اهل حق‌مذهبان تشکیل می‌دهند. همچنین قنات‌های حسین، سراج، سلطان، توماس و میرزمان در این کوی هستند.

## مقبرةالوزرا
گورستان تاریخی چرنداب (مقبرةالوزرا) آرامگاه قطب‌الدین شیرازی، عبدالله صیرفی، شمس‌الدین جوینی، عطاملک جوینی، سراج قمری آملی و تعدادی دیگر از ادیبان و عارفان ایران است. به همین منظور با همکاری شهرداری و دانشگاه هنر اسلامی تبریز یادمانی در این محل نصب خواهد شد.

## نقل قول‌ها
نادر میرزا دربارهٔ چرنداب می‌نویسد:
چرنداب از کوی‌های دیرین تبریز است و نام آن در نامه‌ها برده‌اند؛ به ویژه قبرستان آنجا را که شمس‌الدین صاحب دیوان بدان جا آسوده‌است. این کوی را کدخدا حبیب‌الله خان است. گورستان چرنداب مشهورترین مزار است در جنوب غربی شهر و مدفن بسیاری از بزرگان است.
کمال خجندی در وصف این کوی می‌گوید:
| تبریز مرا راحت جان خواهد بود |  | پیوسته مرا ورد زبان خواهد بود |
| تا درنکشم آب چرنداب و گجیل   |  | سرخاب ز چشم من روان خواهد بود |

## نگارخانه

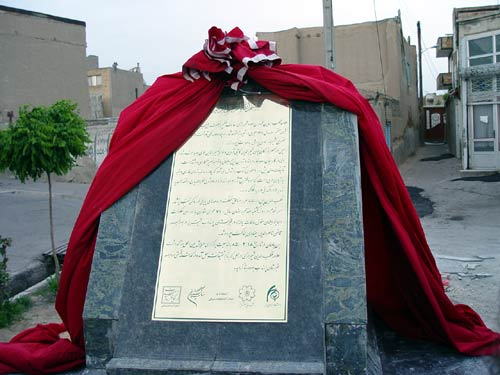
یادمان مقبرةالوزرا هنگام افتتاح
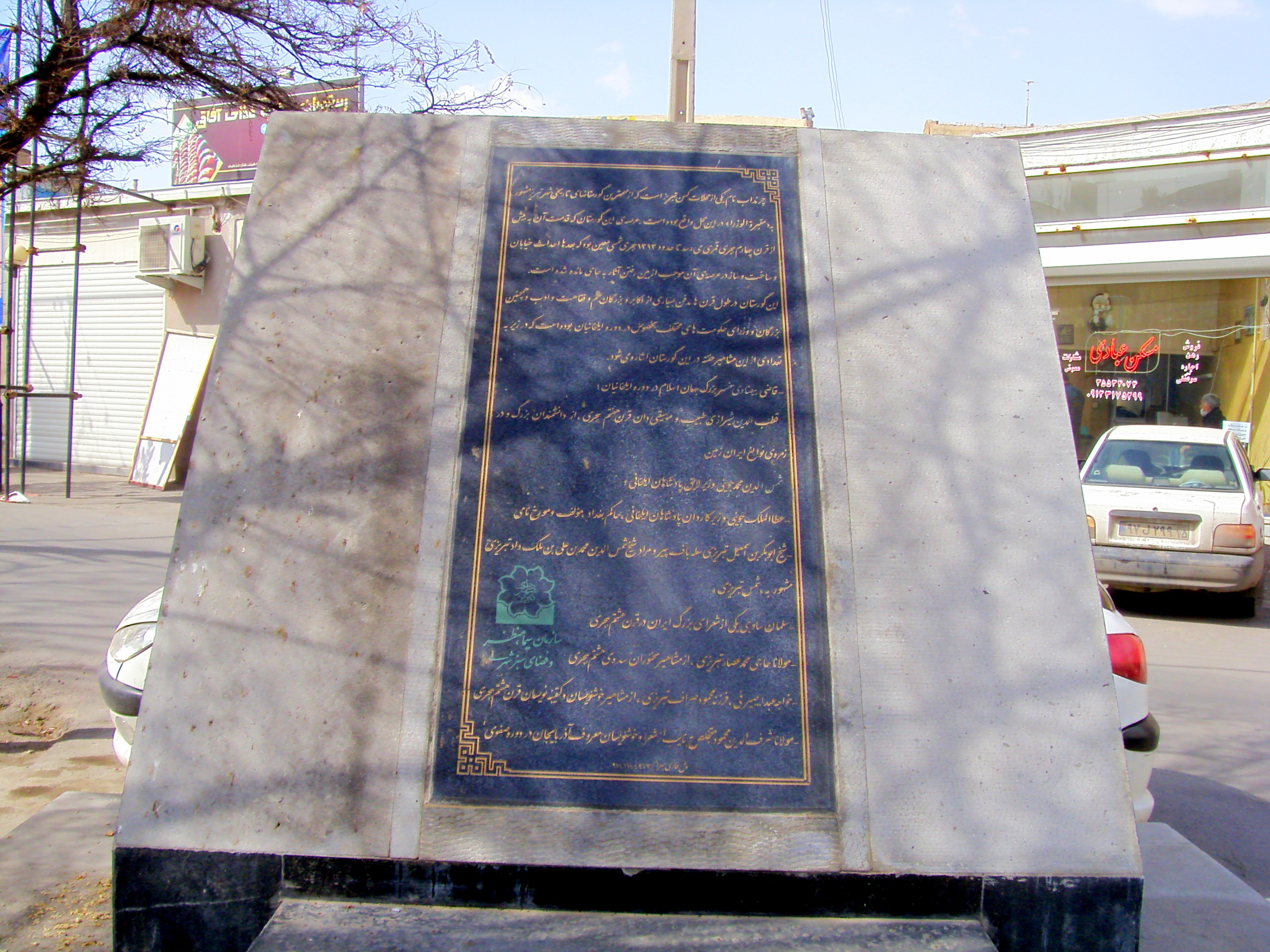
یادمان مقبرةالوزرا در سال ۱۴۰۰
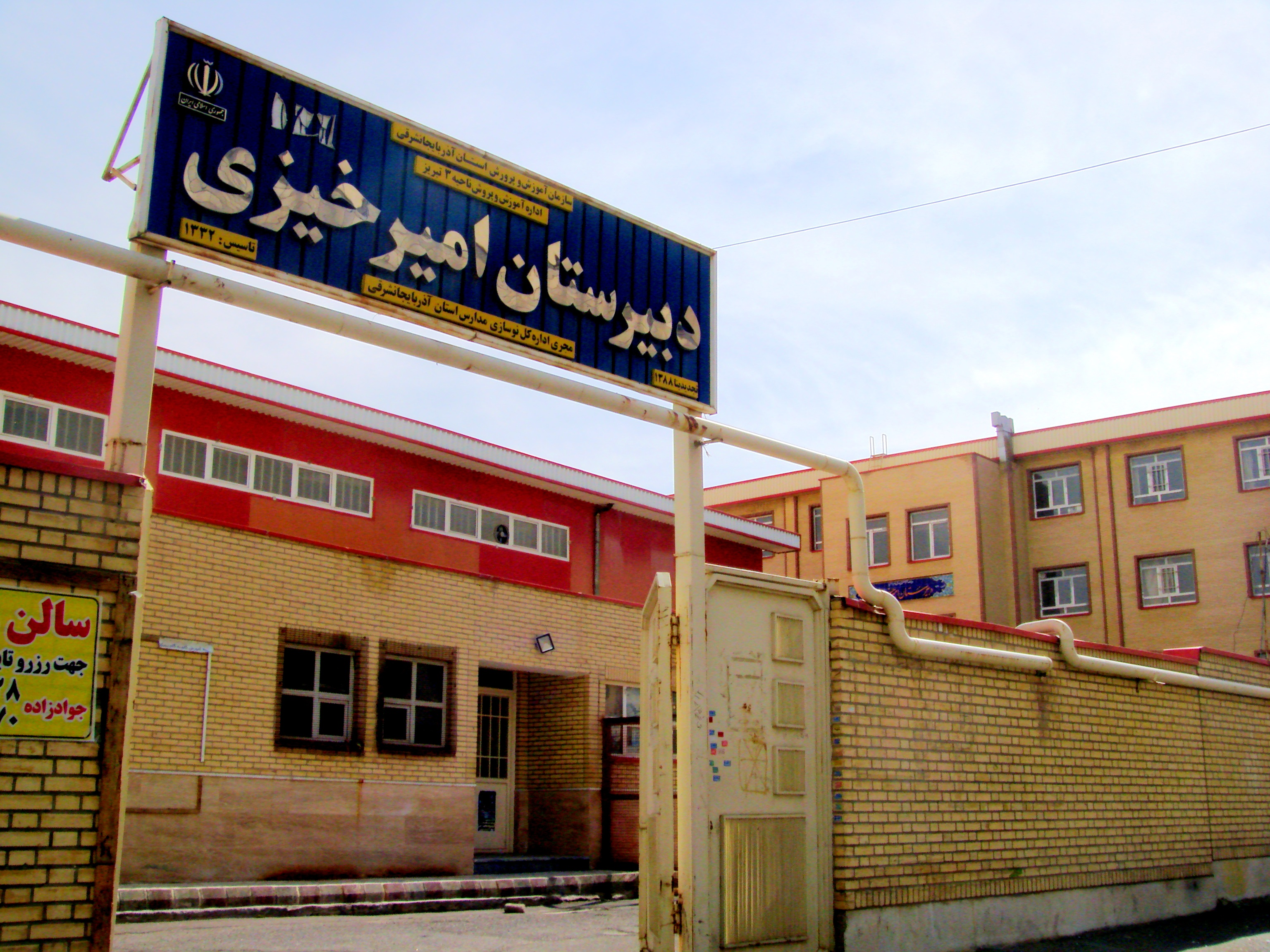
دبیرستان امیرخیزی ساخته شده برروی مقبرةالوزرا